# Nádson Rodrigues de Souza
Nádson Rodrigues de Souza (Serrinha, 1982. január 30. –) brazil válogatott labdarúgó.
A brazil válogatott tagjaként részt vett a 2003-as CONCACAF-aranykupán.

## Statisztika
| Brazil válogatott | Brazil válogatott | Brazil válogatott |
| Időszak           | Mérk.             | gól               |
| ----------------- | ----------------- | ----------------- |
| 2003              | 2                 | 0                 |
| Összesen          | 2                 | 0                 |